# Volksbad Jena

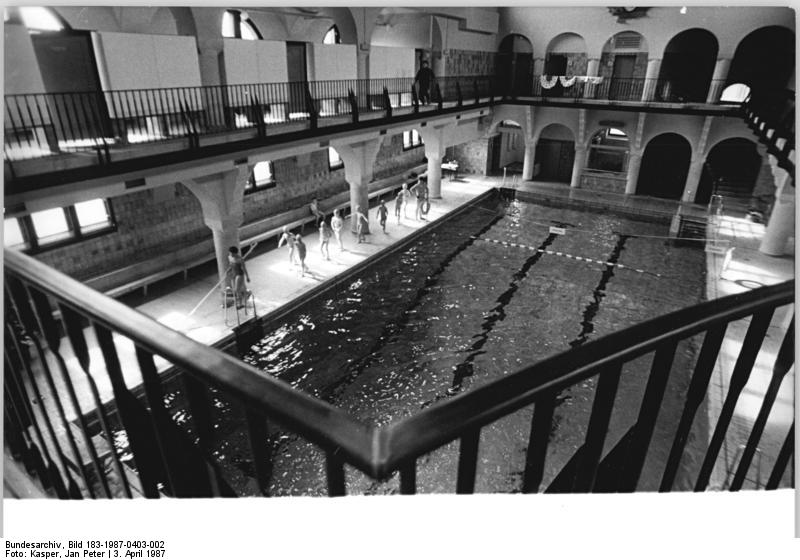
Volksbad Jena, historische Aufnahme

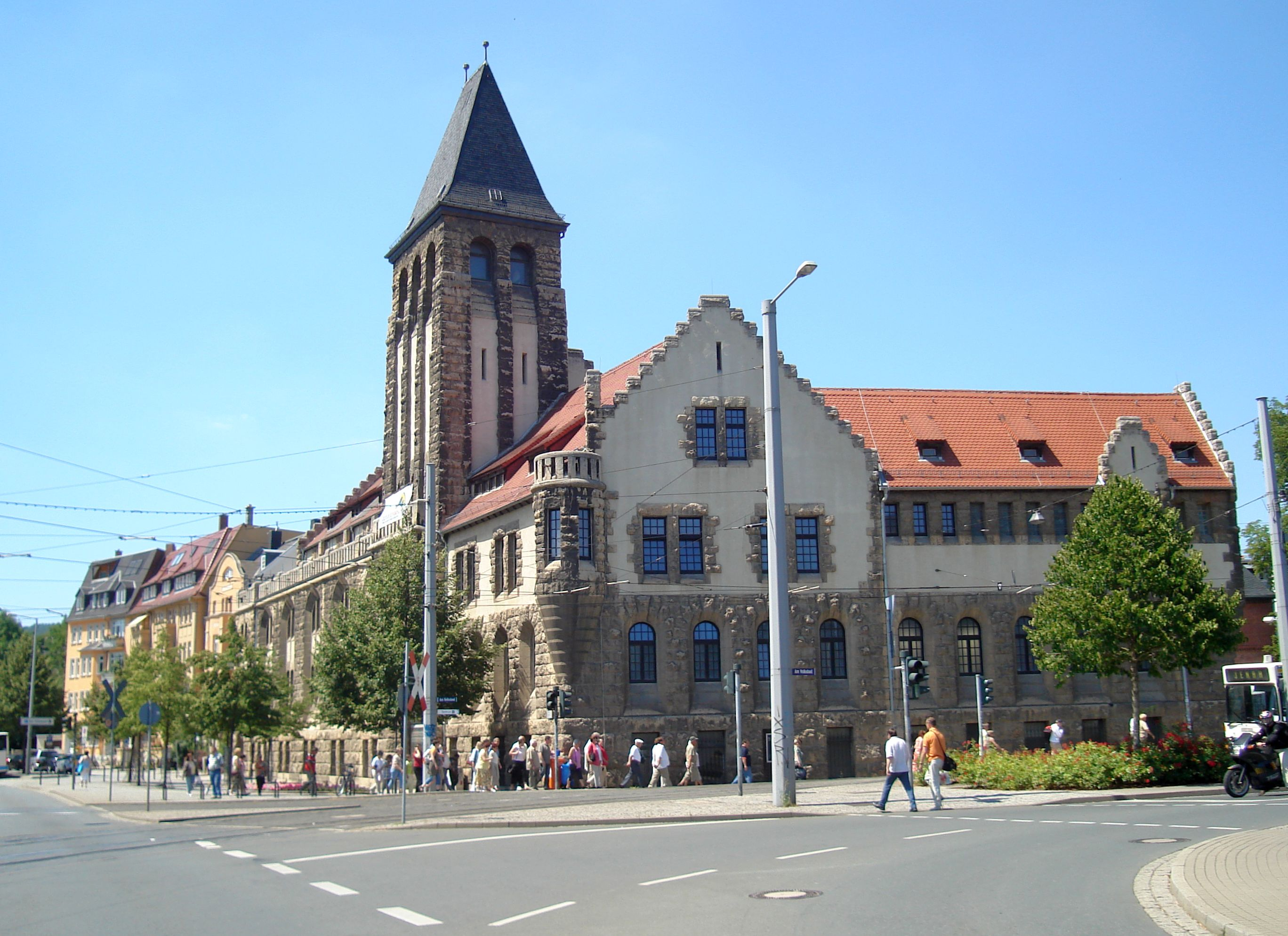
Volksbad in Jena

Das Volksbad in Jena war eine öffentliche Badeanstalt, die zwischen 1907 und 1909 vom Jenaer Volksbad-Verein erbaut, am 13. April 1909 offiziell in Betrieb genommen und zuletzt von der Jenaer Bäder und Freizeit GmbH betrieben wurde.

## Geschichte
Zur Bauzeit entstanden in Europa in vielen Städten Volksbäder. Für Jena wurde der Architekt Wilhelm Werdelmann, Direktor der Kunstgewerbeschule Barmen, ausgewählt. Er hatte bereits Erfahrungen mit dem Bau von Bädern und verstand es, Funktionalität und zeitgenössisches Architekturverständnis zu verbinden.
Die Baukosten beliefen sich auf 450.000 Mark. Der Bau wurde von der Carl-Zeiss-Stiftung, der Sparkasse Jena und der Stadt finanziell unterstützt. Das Jenaer Volksbad ist ein Winkelbau mit nicht mittig angeordnetem Turm, Treppengiebeln und Erkern. Die Fassade ist aus einheimischem Kalkstein. Ursprünglich war es mit Schwimmbecken, Wannen- und Brausebädern, medizinischen Bädern, Wäscherei und Restaurant ausgestattet.
Zwischen 1983 und 1987 erfolgten Umbauten, die originale Ausstattung wurde nur teilweise beibehalten. Danach konnte – nach zehn Jahren Unterbrechung – der Badebetrieb wieder aufgenommen werden.

## Heutige Nutzung

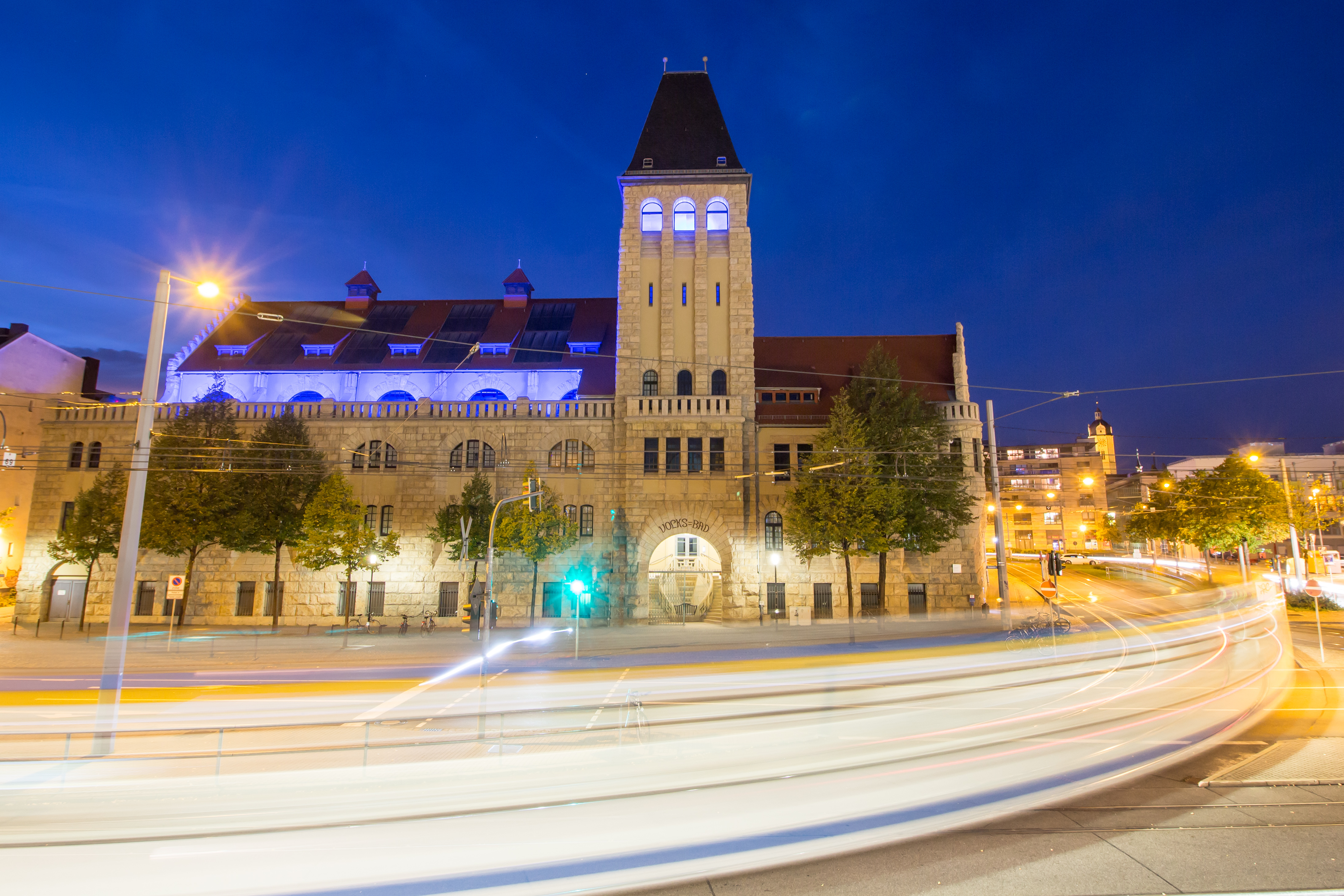
Volksbad Jena in der Abenddämmerung

Das Bad wurde 2001 endgültig geschlossen, es begann eine öffentliche Diskussion über eine sinnvolle Nutzung des Gebäudes. Bis 2004 wurde kein gewerbliches Nutzungskonzept vorgelegt; der Jenaer Stadtrat beschloss, das Volksbad als Zentrum für Kultur und Bildung zu nutzen. Die Badehalle war bereits in der Spielzeit 2003/2004 als Ersatzspielstätte für das Jenaer Theaterhaus genutzt worden, weil das Gebäude renoviert werden musste. Es folgten verschiedene Kulturveranstaltungen (z. B. Tanzfestival Theater in Bewegung, Jenaer Kunstmarkt, Konzerte und Lesungen), die so erfolgreich verliefen, dass die 'neue' Nutzung gefunden war. Beim Umbau wurde Wert darauf gelegt, dass die ehemalige Nutzung als Volksbad ablesbar blieb. 2007 wurde das Volksbad Jena zum Domizil des städtischen Eigenbetriebes JenaKultur. Es wurde ein zusätzlicher unterkellerter Anbau im ehemaligen Hofbereich für die Volkshochschule Jena errichtet. Weiterhin wurden Büro-, Technik- und Lagerräume eingerichtet. Die ehemalige Badehalle wurde zum multifunktionalen Veranstaltungsraum, in dem seit der Wiedereröffnung des Volksbades am 30. November 2007 z. B. Konzerte, Lesungen, Bälle und Kongresse stattfinden. Weitere Räume werden von der Volkshochschule und der Verwaltung von JenaKultur genutzt. 